# دوغ ديفيس
دوغ ديفيس (بالإنجليزية: Doug E. Fresh)‏ (و. 1966  م) هو موسيقي، ومغني راب، ومغني، ومنتج أسطوانات، وملحن أمريكي.

## وصلات خارجية
- دوغ ديفيس على موقع IMDb (الإنجليزية)
- دوغ ديفيس على موقع ميوزك برينز (الإنجليزية)
- دوغ ديفيس على موقع إن إن دي بي (الإنجليزية)
- دوغ ديفيس على موقع أول ميوزيك (الإنجليزية)
- دوغ ديفيس على موقع ديسكوغز (الإنجليزية)
- دوغ ديفيس على موقع ديسكوغز (الإنجليزية)
- دوغ ديفيس على موقع قاعدة بيانات الفيلم (الإنجليزية)

- دوغ ديفيس في قاعدة بيانات الأفلام على الإنترنت